# 英傑王
藜（？—前503年），是古朝鲜之箕子朝鲜的君主，子姓。东史年表认为在位於前519年至前503年，諡號英傑王（韓語：영걸왕），後王位由兒子岡繼承。